# Atletismo nos Jogos Mundiais Militares de 2011 - 10000 m feminino
A competição dos 10000 metros rasos feminino nos Jogos Mundiais Militares de 2011 aconteceu nos dia 20 de julho no Estádio Olímpico João Havelange.

## Medalhistas[1]
| Ouro   | KEN Doris Changeiywo    |
| Prata  | KEN Lineth Chepkurui    |
| Bronze | BRN Kareema Jasim Salah |

## Resultados[1]
| Pos.              | Atleta                  | País           | Tempo    | Notas |
| ----------------- | ----------------------- | -------------- | -------- | ----- |
| Medalha de ouro   | Doris Changeiywo        | Quênia         | 33:38.93 |       |
| Medalha de prata  | Lineth Chepkurui        | Quênia         | 33:39.13 |       |
| Medalha de bronze | Kareema Jasim Salah     | Bahrein        | 33:45.34 |       |
| 4                 | Claudette Mukasakindi   | Ruanda         | 34:40.81 | SB    |
| 5                 | Chuan Luo               | China          | 35:09.21 |       |
| 6                 | Kelly Calway            | Estados Unidos | 35:32.63 |       |
| 7                 | Amira Ben Amor          | Tunísia        | 35:51.21 | SB    |
| 8                 | Gladys Kibiwot          | Bahrein        | 36:55.56 |       |
| 9                 | Ilsida Toemere          | Suriname       | 41:11.21 | SB    |
|                   | Alami Salima El Ouali   | Marrocos       | DNF      |       |
|                   | Prundus-Botazan Mihaela | Roménia        | DNF      |       |
|                   | Rasa Drazdauskaite      | Lituânia       | DNS      |       |
|                   | El Kamch Zhor           | Marrocos       | DNS      |       |